# American Jewish Committee
American Jewish Committee (AJC) este o organizație de apărare a intereselor etnicilor evrei înființată pe 11 noiembrie 1906. El este unul dintre cele mai vechi grupuri evreiești de lobby și, potrivit The New York Times, este „considerat pe scară largă ca decan al organizațiilor evreiești din America”.
În afară de a desfășura activități în favoarea apărării libertăților civile ale evreilor, organizația are o istorie de luptă împotriva formelor de discriminare din Statele Unite ale Americii și lucrează în numele egalității sociale, cum ar fi participarea ca amicus curiae în cazul din mai 1954 Brown v. Board of Education și participarea la alte evenimente organizate de Mișcarea pentru Drepturile Civile ale afro-americanilor.

## Organizare
Organizația are 22 de birouri regionale în Statele Unite ale Americii, 10 birouri peste mări și 33 de parteneriate internaționale cu organizații comunitare evreiești din întreaga lume.

## Istoric
Organizația a fost condusă în primii săi ani de avocatul Louis Marshall, bancherul Jacob H. Schiff, judecătorul Mayer Sulzberger, savantul Cyrus Adler, și alți evrei influenți pe plan politic. Conducătorii de mai târziu au fost judecătorul Joseph M. Proskauer, Jacob Blaustein, și Irving M. Engel. În afară de sediul central din New York, au fost înființate birouri locale în întreaga țară. AJC nu dorea ca publicul american să privească evreimea americană ca o cultură străină transplantată în mod artificial pe coastele americane. Comitetul s-a văzut pe sine ca un „administrator” natural al comunității și și-a asumat misiunea de a-i educa pe noii veniți în spiritul proamerican.
Începând din 1912, Louis B. Marshall a fost președinte al organizației până în 1929.
În 1914, AJC a contribuit la înființarea American Jewish Joint Distribution Committee pentru a ajuta victimele evreiești ale Primului Război Mondial. După război, Marshall a mers în Europa și și-a folosit influența pentru a obține garanții că drepturile minorităților vor fi introduse în tratatele de pace.
În perioada când a fost președinte, Marshall a transformat AJC într-o voce puternică împotriva restricțiilor la adresa imigrației din anii 1920. În plus, el a reușit să-l oprească Henry Ford să publice literatură antisemită și să o distribuie prin dealeri auto și l-a forțat pe Ford să-și ceară scuze în mod public.
În 1950 președintele AJC Jacob Blaustein a ajuns la un acord cu premierul israelian David Ben-Gurion prin care s-a stabilit că supunerea politică a evreilor americani era numai către țara lor de reședință. În perioada Războiului de Șase Zile din 1967 AJC a devenit un apărător înfocat al statului evreiesc, renunțând la vechile inhibiții de a apăra statalitatea poporului evreu.
Înaintea Războiului de Șase Zile din 1967, AJC a fost oficial „nesionistă”. Atitudinea sa față de sionism a fost o lungă perioadă ambiguă, respingând dubla loialitate a evreilor, dar a sprijinit Israelul în 1947-48, după ce Statele Unite ale Americii au susținut împărțirea Palestinei. Ea a fost prima organizație evreiască americană care a deschis un birou permanent în Israel.
AJC a fost activă în campania pentru a obține dreptul la emigrare a evreilor care trăiau în Uniunea Sovietică; în 1964 ea a fost unul dintre fondatorii Conferinței Evreilor Americani cu privire la Evreii Sovietici, care în 1971 a fost înlocuită de Conferința Națională a Evreilor Sovietici.
În 1999 AJC a dus o campanie publicitară în sprijinul intervenției NATO în Kosovo.

## Persoane notabile
- Louis B. Marshall, cofondator, președinte din 1912 până în 1929
- Jacob H. Schiff, cofondator
- Mayer Sulzberger, cofondator
- Cyrus Adler, cofondator
- Joseph M. Proskauer, cofondator
- Samuel D. Leidesdorf, fost membru al consiliului de administrație și laureat al Premiului pentru relații umane „Herbert H. Lehman” al AJC
- Marc H. Tanenbaum, fostul director de Relații Internaționale
- Monika Krajewska, laureat al Premiului pentru întreaga activitate al AJC
- John T. Pawlikowski, laureat al Premiului pentru servicii deosebite al AJC Chicago
- Jerry Goodman, fost director pentru afaceri europene
- Steven Bayme, fost director al afacerilor comunitare evreiești
- A. James Rudin, fost director pentru afaceri interreligioase
- Norman Podhoretz, fostul redactor-șef al Commentary
- Elliot E. Cohen, fostul redactor-șef al Commentary
- Felice D. Gaer, director al Institutului Jacob Blaustein pentru Promovarea Drepturilor Omului al AJC
- David Harris, director executiv
- Marc H. Tanenbaum, director pentru afaceri interreligiaose și, ulterior, director pentru relații internaționale
- Laurie Ann Goldman, fost membru al consiliului de administrație
- Avital Leibovich, director al AJC în Israel
- Alfred H. Moses, ambasador în România și președinte al AJC